# 山口怜生
山口怜生（やまぐち れお、1984年10月9日 - ）は、群馬県前橋市のNPO法人ウェルフェアテニスクラブの理事長。障害者テニスコーチ。日本テニス協会上級指導員。福祉大学にて、社会福祉を学び、社会福祉士・精神保健福祉士介護福祉士を取得している。
群馬県車いすテニス大会や、群馬県障害者テニス大会など大会運営を手掛ける。
群馬で初の障害者テニス大会を開催し、障害者テニスの草分け的人物。